# شهصان (يريم)

تعديل مصدري - تعديل

شهصان هي إحدى قرى عزلة ارياب بمديرية يريم التابعة لمحافظة إب، بلغ تعداد سكانها 603 نسمة حسب تعداد اليمن لعام 2004.